# 飯島伸子
飯島 伸子（いいじま のぶこ、1938年1月3日 - 2001年11月3日）は、日本の社会学者。環境社会学の研究で有名。環境社会学会初代会長。旧姓、工藤。東京大学医学部保健学科保健社会学講座助手、桃山学院大学教授、東京都立大学教授、富士常葉大学教授を歴任。日本の環境社会学のパイオニアであり、水俣病の研究でも有名である。
従兄弟に経済思想史研究者の後藤文利、哲学者・社会学者で思想の科学研究会会長代行を務めた後藤宏行がいる。

## 来歴
1938年1月3日、城津市にて出生。1956年3月、大分県立竹田高校卒業。1960年3月、九州大学文学部哲学科卒業。同年4月、日本パーカライジング株式会社入社。
1966年4月、東京大学大学院社会学研究科修士課程入学。1968年3月、東京大学大学院社会学研究科より修士号（社会学）取得。指導教官は福武直。同年4月、東京大学大学院社会学研究科博士課程進学、東京大学医学部保健学科保健社会学講座助手。1979年4月、桃山学院大学社会学部助教授、1980年6月、同教授。1991年2月、文学博士（九州大学）取得。1991年4月、東京都立大学人文学部教授。2001年3月、東京都立大学退官。同年4月、富士常葉大学環境防災学部教授。
2001年11月3日、腎臓癌にて死去。2006年3月、蔵書が富士常葉大学に寄贈され「飯島伸子文庫」が開設された。

## 著書

### 単著
- 『環境問題と被害者運動』（学文社、1984年）
- 『髪の社会史』（日本評論社、1986年）
- 『環境社会学のすすめ』（丸善、1995年）
- 『環境問題の社会史』（有斐閣、2000年）

### 編著
- 『公害・労災・職業病年表』（公害対策技術同友会、1977年）
- 『環境社会学』（有斐閣、1993年）
- 『講座環境社会学5 アジアと世界：地域社会からの視点』（有斐閣、2001年）
- 『新版 公害・労災・職業病年表（索引付）』（すいれん舎、2007年）

### 共編著
- （年表編集委員会）『公害および労働災害年表』（公害対策技術同友会、1970年）
- （塩原勉・松本通晴・新睦人）『現代日本の生活変動：1970年以降』（世界思想社、1991年）
- （萩原清子監修）『大都市における水環境：社会学的視点から』（東京都立大学都市研究所、1997年）
- （舩橋晴俊・長谷川公一）『巨大地域開発の構想と帰結：むつ小川原と核燃料サイクル施設』（東京大学出版会、1998年）
- （舩橋晴俊）『環境』（東京大学出版会、1998年）
- （舩橋晴俊）『新潟水俣病問題：加害と被害の社会学』（東信堂、1999年）
- （松本康監修）『廃棄物問題の環境社会学的研究：事業体・行政・消費者の関与と対処』（同時代社、2001年）
- （鳥越皓之・長谷川公一・舩橋晴俊）『講座環境社会学1 環境社会学の視点』（有斐閣、2001年）
- （藤川賢・渡辺伸一）『公害被害放置の社会学：イタイイタイ病・カドミウム問題の歴史と現在』（東信堂、2008年）
- （舩橋晴俊・長谷川公一）『核燃料サイクルの社会学：青森県六ヶ所村』（有斐閣、2012年）

### 飯島に関する研究・論評
- 友澤悠季『飯島伸子における「環境社会学」の射程 : 問いとしての「公害」の再提起』京都大学〈博士（農学) 甲第17613号〉、2013年。CRID 1110845735117951616。hdl:2433/175042。
- 友澤悠季『「問い」としての公害 : 環境社会学者・飯島伸子の思索』勁草書房、2014年。ISBN 9784326602643。国立国会図書館書誌ID:025255148。「博士論文(友澤悠季 2013)を加筆修正した著作。」
- 舩橋晴俊「飯島伸子先生の歩みと環境社会学の方法」『環境社会学研究』第8巻、環境社会学会、2002年10月、217-220頁、CRID 1390001288120200704、doi:10.24779/jpkankyo.8.0_217、ISSN 2434-0618。